# Hejninge Sogn
Hejninge Sogn er et sogn i Slagelse-Skælskør Provsti (Roskilde Stift).
I 1800-tallet var Hejninge Sogn et selvstændigt pastorat. Det hørte til Slagelse Herred i Sorø Amt. Hejninge sognekommune blev ved kommunalreformen i 1970 indlemmet i Slagelse Kommune.
I Hejninge Sogn ligger Hejninge Kirke.
I sognet findes følgende autoriserede stednavne:
- Hejninge (bebyggelse, ejerlav)
- Løvesbjerg Gårde (bebyggelse)
- Trælleborg Gårde (bebyggelse)
- Åager (bebyggelse)